# Deutsche Stiftung Patientenschutz
Die Deutsche Stiftung Patientenschutz (früher Patientenschutzorganisation Deutsche Hospiz Stiftung) ist eine durch die Deutsche Assoziation des Souveränen Malteser-Ritterordens e. V. gegründete Organisation zur Interessenvertretung von schwerstkranken, pflegebedürftigen und sterbenden Menschen. Sie nimmt Einfluss auf Politik, Krankenkassen und Leistungserbringer, um das Gesundheitswesen laut eigenen Angaben im Interesse der Pflegebedürftigen und Sterbenden zu verbessern.

## Geschichte
Gegründet wurde die Stiftung im Jahr 1995 als Deutsche Hospiz Stiftung durch die Deutsche Assoziation des Souveränen Malteser-Ritterordens e. V., die eine Anschubfinanzierung geleistet hat. Heute finanziert sich die Stiftung ausschließlich aus Zinsen ihres Vermögens, Spenden und Beiträgen von mehr als 55.000 Mitgliedern und Förderern. Sie verzichtet auf Gelder der Leistungserbringer und Krankenkassen, der Kirchen oder der öffentlichen Hand. Hierdurch will sie nach eigenen Angaben ihre Unabhängigkeit bewahren.
Im Jahr 2009 erfolgte die Umbenennung in Patientenschutzorganisation Deutsche Hospiz Stiftung. Damit sollte unterstrichen werden, dass die Stiftung sich nicht als Dachverband oder Interessensvertretung hospizlicher Einrichtungen, sondern als Sprecherin schwerstkranker Menschen versteht.
Im September 2012 gab die Organisation bekannt, dass sie sich künftig Deutsche Stiftung Patientenschutz nennen wolle. Als Stiftungsorgane wirken ein Alleinvorstand und ein siebenköpfiger Stiftungsrat unter dem Vorsitz von Inken Gallner.
Es gilt nach der veröffentlichten Satzung weiter die Einschränkung der Klientel auf schwere Fälle.

## Selbstverständnis
Die Stiftung begreift Hospiz „nicht bloß als bestimmten Ort, sondern vor allem als Synonym für Selbstbestimmung und Fürsorge am Lebensende“. Sie ist keine Organisation der Patientenselbsthilfe. In einer Selbstdarstellung schreibt die Stiftung, da Schwerstkranke, Pflegebedürftige und Sterbende sich nicht selbst organisieren können, stehe sie als „fachkundige Beraterin, erfahrene Fürsprecherin und starke Lobby“ an deren Seite.
Der ehemalige Stiftungsratsvorsitzende Harald Schliemann sagt, es gehe darum, diesen Menschen eine Stimme zu geben und ihre Anliegen gegenüber Leistungserbringern und Kostenträgern zu vertreten.
Jährlich sterben in Deutschland circa 870.000 Menschen. Etwa 60 Prozent von ihnen, also rund 522.000 Menschen, würden nach Angaben der Stiftung in ihren letzten Wochen, Monaten und Jahren professionelle Schmerzmedizin, menschliche Zuwendung und palliative Versorgung benötigen. Tatsächlich würden aber nur insgesamt 79 000 Sterbende pro Jahr in einer Palliativstation (28 000), im Hospiz (25 000) oder durch einen ambulanten Dienst (26 000) versorgt. 443 000 Sterbende jährlich blieben ohne palliative Hilfe.
Aufgrund dessen fordert die Stiftung, nicht allein auf mehr Hospize und Palliativstationen zu setzen, sondern einen „grundlegenden Wandel in der Gesundheitsversorgung der Betroffenen“ herbeizuführen. Die Stiftung verlangte einen Aktionsplan Palliativversorgung, der sicherstelle, dass bis 2020 die Hälfte der Sterbenden tatsächlich die notwendige Hilfe erhalte. Dringend benötigt würden „mobile palliative medizinische und pflegerische Teams, die dort im Einsatz sind, wo tatsächlich gestorben wird – in Pflegeheimen, Krankenhäusern und zu Hause“. Zusätzlich müssten die Angebote der bestehenden Einrichtungen des Gesundheitswesens auf die besonderen Bedürfnisse der Betroffenen ausgerichtet werden.
Die Stiftung lehnt ein Recht auf aktive Sterbehilfe ab und fordert, dass diese in Deutschland strafbar bleibt.

## Tätigkeiten
Laut ihrer Satzung dient die Stiftung „sozialen Zwecken auf dem Gebiet der Sorge für alte, schwerstkranke, schwerstpflegebedürftige und sterbende Menschen“. Dieser Stiftungszweck soll laut Satzung durch unterschiedliche Tätigkeiten verwirklicht werden, wie zum Beispiel durch das Patientenschutztelefon, durch die Vertretung der Mitglieder des Fördervereins der Stiftung sowie durch Öffentlichkeits- und Bildungsarbeit.

### Patientenschutztelefon
Am bundesweiten Patientenschutztelefon erhalten Betroffene und deren Angehörige kostenfrei Rat bei Fragen rund um Vorsorge, schwere Krankheit oder Pflege. Die Themen reichen von der Beratung zur Patientenverfügung bis hin zur direkten Intervention in Konfliktfällen. Laut Aussagen der Stiftung arbeiten dort Experten aus den Bereichen Pflege, Recht und Seelsorge mit jahrelanger Erfahrung im Patientenschutz.

### Schiedsstelle Patientenverfügung
An die Schiedsstelle Patientenverfügung können sich sowohl Ärzte als auch Angehörige wenden, wenn es bei der Auslegung einer Patientenverfügung zu Konflikten kommt. Im Streitfall prüfen Mitarbeiter der Stiftung nach eigenen Angaben jede Patientenverfügung innerhalb von zwei Werktagen. So sollen drohende gerichtliche Auseinandersetzungen vermieden werden, wenn sich behandelnder Arzt und Betreuer bzw. Bevollmächtigter uneins sind über die Auslegung einer Verfügung.

### Service Versicherungsfragen
Schwerkranke und pflegebedürftige Menschen und ihre Angehörigen haben oftmals Probleme mit ihrer Kranken- und Pflegeversicherung. Es geht dabei auch um Leistungsansprüche, zum Beispiel die Bezahlung eines Hospizaufenthalts, um die Pflegestufe oder um die Bewilligung eines Hilfsmittels. Die Stiftung bietet hier ebenso Hilfe an wie bei der Klärung des Rechtsanspruchs auf spezialisierte ambulante Palliativversorgung, bei der gesetzlich und privat versicherte Patienten unterschiedlich abgesichert sind. Es ist jedoch nicht die Aufgabe der selbsternannten Patientenschützer, bestimmte Krankenkassen oder Zusatzversicherungen zu empfehlen.

### Öffentliche Stellungnahmen

#### Befürchtung schleichender Triage von COVID-19-Patienten in Pflegeheimen
In einem Beitrag über versteckte COVID-19-Triage in Pflegeheimen in der Fernsehsendung FAKT vom 26. Januar 2021 kam der Vorstand Eugen Brysch zu Wort: „Es steht zu befürchten, dass einer sehr großen Zahl von COVID-19-Patienten in Pflegeeinrichtungen eine adäquate stationäre Versorgung in Krankenhäusern versagt wird, […] dass da eine Triage im Pflegeheim stattfindet […]“. Besonders warnte er davor, dass ein schleichender Prozess diese Triage zu einem nicht ausgesprochenen Brauch machen könnte. Die Grünen-Politikerin Corinna Rüffer (MdB) äußerte sich mit ähnlichen Befürchtungen.

## Erfolge
Im Jahr 2007 hat der Gesetzgeber einen Rechtsanspruch auf spezialisierte ambulante Palliativversorgung für jeden Versicherten festgeschrieben. Dazu wurden Vorschläge aus einem Entwurf für ein Palliativleistungsgesetz der Deutschen Hospiz Stiftung aufgegriffen.
Am 18. Juni 2009 hat der Bundestag ein Patientenverfügungsgesetz beschlossen. Bereits vier Jahre vorher hatte die Stiftung einen eigenen Gesetzentwurf präsentiert. Auch wenn nicht alle inhaltlichen Forderungen erfüllt wurden, so zeigt sich die Stiftung zumindest dahingehend zufrieden, dass durch das Gesetz wenigstens Leitplanken eingezogen sind, an denen sich Betroffene, Angehörige, Ärzte und Vormundschaftsrichter orientieren können. Insbesondere wurden die Vorschläge für die inhaltliche Gestaltung einer Patientenverfügung durch das Gesetz realisiert.
Das Bundesamt für Justiz erteilte zum 15. Mai 2013 der Stiftung das Verbandsklagerecht.

## Kritik
Im Mai 2014 veröffentlichte die Zeitschrift Der Spiegel in dem Artikel Bodentruppe der Industrie massive Kritik an der Stiftung. 2013 sponserte das Pharmaunternehmen Grünenthal die Stiftung mit 40.000 Euro. Der ehemalige langjährige Geschäftsführer von Grünenthal, Michael Wirtz, mit 13,5 % größter Anteilseigner der Pharmafirma, war bis Mai 2024 Mitglied im Stiftungsrat. In den Gremien der Stiftung befinden sich außer der Schirmherrin Uschi Glas auch Unternehmer und ehemalige Politiker. So war bis Mai 2016 Eugen Münch, Aufsichtsratsvorsitzender der Rhön-Klinikum AG, als stellvertretender Stiftungsratsvorsitzender aktiv. Der Spiegel fragte: „Haben der Mitbesitzer eines Pharmakonzerns und der Mitbesitzer einer Klinikkette dabei ausschließlich die Interessen kranker Menschen im Auge?“ Hingegen befindet sich in den Gremien der Stiftung kein einziger Patientenvertreter oder Angehörige von betroffenen Patienten.
Die Stiftung weist die Kritik auf ihrer Internetseite zurück und betont, eine Einflussnahme der Grünenthal GmbH auf ihre Arbeit habe es zu keinem Zeitpunkt gegeben. Die Spende des Unternehmens im Jahr 2013 entspreche einem Anteil von 1,6 Prozent ihrer Gesamteinnahmen. Grünenthal unterstütze seit Jahren auch andere Organisationen mit Spenden, beispielsweise die Hospizstiftung Region Aachen, den Bundesverband Kinderhospiz oder die Deutsche PalliativStiftung. Die Stiftung nehme die Kritik jedoch zum Anlass, ab 2014 auf Spenden der Grünenthal GmbH zu verzichten. Daneben gebe es keine weiteren Unternehmen, die der Organisation größere Spenden zukommen ließen.
Im Februar 2014 beantragte die Stiftung beim Bundesministerium für Gesundheit als fünfter Verband für die Patientenvertretung im Gemeinsamen Bundesausschuss anerkannt zu werden, welcher in vielen Bereichen über den Leistungsanspruch der gesetzlich krankenversicherten Menschen rechtsverbindlich zu entscheiden hat. Im März 2014 erfolgte ein Ablehnungsbescheid des BMG, die Stiftung als maßgebliche Patientenvertretung anzuerkennen. Laut BMG müssen maßgebliche Patientenvertretungsverbände die Belange von Patienten nach ihrer Satzung ideell und nicht nur vorübergehend fördern. Laut BMG sei dies „bei der Antragstellerin nicht der Fall“. Diese Behauptung wurde in einem Klageverfahren widerlegt: Im April 2014 verklagte die Stiftung das BMG vor dem Sozialgericht Düsseldorf. Auch wenn der Stiftung aus strukturellen Gründen („mangels Mitgliederkreis“) ein Sitz im Gemeinsamen Bundesausschuss verwehrt bleibt, so stellt das Sozialgericht Düsseldorf in seinem Urteil von Juni 2018 fest, dass die Deutsche Stiftung Patientenschutz ideell und nicht nur vorübergehend die Belange von Patienten fördert und die Gewähr für eine sachgerechte Aufgabenerfüllung bietet. Auch sind sich alle Beteiligten einig, dass die Stiftung „durch Offenlegung ihrer Finanzierung nachweisen [kann], dass sie neutral und unabhängig [arbeitet]“.

## Auszeichnungen
- Arnold-Janssen-Preis (Mai 2008)[26]
- Springer Charity-Award (Oktober 2009)[27]